# Kaoru Nagadome
Kaoru Nagadome (永留 かおる, Nagadome Kaoru), née le 7 mai 1973, est une joueuse internationale de football japonaise.

## Biographie
Le 15 juin 1997, elle fait ses débuts dans l'équipe nationale japonaise contre la Chine. Elle participe à la Coupe du monde 1999. Elle compte 4 sélections en équipe nationale du Japon de 1997 à 1999.

## Statistiques
Le tableau ci-dessous présente les statistiques de Kaoru Nagadome en équipe nationale
| Équipe du Japon | Équipe du Japon | Équipe du Japon |
| Année           | Matchs          | Buts            |
| --------------- | --------------- | --------------- |
| 1997            | 1               | 0               |
| 1998            | 0               | 0               |
| 1999            | 3               | 0               |
| Total           | 4               | 0               |